# 曹銓衡
曹铨衡（？—1629年），號鑑明，山东青州府安丘县莲池里人。明朝政治人物。

## 生平
天啓元年（1621年）辛酉科順天鄉試舉人，二年（1622年）壬戌科進士。官山西宁晋知县。五年改汝宁府教授，六年升助教，养病，崇祯二年己巳卒。

## 家族
祖父曹一麟。父曹应柷，字合甫，天启三年选贡，官凤翔知县。